# Commercy
Commercy är en kommun i departementet Meuse i regionen Grand Est (tidigare regionen Lorraine) i nordöstra Frankrike. Kommunen ligger i kantonen Commercy som tillhör arrondissementet Commercy. År 2022 hade Commercy 5 332 invånare.

## Befolkningsutveckling
Antalet invånare i kommunen Commercy
| Referens: INSEE |